# Leidys Brito
Leidys Brito, född 5 juli 1984, är en venezuelansk bågskytt. Hon deltog vid olympiska sommarspelen 2008, olympiska sommarspelen 2012 och olympiska sommarspelen 2016.